# (73949) 1997 TT12
(73949) 1997 TT12 – planetoida z pasa głównego asteroid okrążająca Słońce w ciągu 5,35 lat w średniej odległości 3,06 j.a. Odkryta 2 października 1997 roku.